# Choqa Reza
Choqa Reza (en persan : چقارضا romanisé en Choqā Reẕā) est un village de la province de Kermanshah en Iran. Lors du recensement de 2006, sa population était de 103 habitants pour 22 familles.